# 泰雷貝什蒂鄉
47°41′N 22°43′E / 47.683°N 22.717°E
泰雷貝什蒂鄉（羅馬尼亞語：Comuna Terebești, Satu Mare），是羅馬尼亞的鄉份，位於該國西北部，由薩圖馬雷縣負責管轄，面積55平方公里，海拔高度120米，2007年人口1,586，人口密度每平方公里29人。